# 盧俊宇 (香港)
盧俊宇（英語：Cary Lo Chun-Yu，1982年4月21日—），香港民主派政黨民主黨籍前政治人物，曾任屯門區議會樂翠區議員、銀行法規部調查主任。

## 背景
盧俊宇自小在屯門區成長，1999年於保良局百周年李兆忠紀念中學完成預科課程，2005年香港中文大學經濟系學士畢業。現正修讀香港大學法律系碩士課程。盧亦擅長鋼琴（八級），也曾於多屆校際音樂節鋼琴比賽奪獎。

## 政治活動
盧俊宇在2012年反國教事件後開始涉足政治活動，2015年成立關注屯門社區民生的自發性民間組織屯門匯思。
2017年盧俊宇成立 JR 團隊 (司法覆核團隊) 並擔任團隊召集人，該組織的目標是透過司法覆核程序，監察政府或機構所作的決定是否合法 。
2017年1月，盧俊宇就時任政務司司長林鄭月娥事前未有進行公眾諮詢而宣佈興建香港故宮文化博物館提出司法覆核。
2018年1月，盧俊宇加入民主黨並擔任社區主任，主力服務樂翠區居民。
2019年7月，立法會議員何君堯被質疑背後操控7月21日元朗白衣人無差別攻擊事件，盧俊宇聲稱7月21日晚目擊何君堯在暴力襲擊開始後方在元朗現身，與何君堯的解釋不符。
2019年7月24日，盧俊宇與立法會議員尹兆堅等人到元朗警署報案，指控何君堯涉嫌公職人員行為失當及煽惑他人行使暴力。
2019年10月4日，盧俊宇遞交提名報名參選2019年香港區議會選舉L20樂翠選區。爭取屯門區議會樂翠選區連任的何君堯及無申報政黨聯繫的蔣靖雯參選應戰。最後，盧俊宇以3839票取勝，比何君堯的2626票多1200票，而蔣靖雯獲得56票。他成功為民主黨及泛民主派重奪失落一屆的樂翠選區議席。於參選期間，盧俊宇多次受到死亡恐嚇及跟蹤。盧俊宇表示，在2019年10月25日下午3時17分收到沒有來電顯示的電話，電話中一名男子先詢問他是否盧俊宇，之後即警告道：「你出街小心啲呀！你退選呀！如果唔係生命有危險！」。
2020年11月21日，盧俊宇在网络上宣称自己在元朗区被香港警察对其恐吓及搜查后带回警署，并拒绝其联络律师，但之后无条件释放了他。23日，其自称当日与助理沟通，表达和理解出现误差，令文实不符，并自删贴文。24日，香港警察表示非常重视有关指控，经查发现盧当晚并未被警方恐吓、拘捕或带回警署，盧俊宇當晚也不曾進出元朗警署，并表示对卢的发言感到震惊，不排除法律追究。25日，卢因涉嫌浪費警力被警方拘捕，当日获保释候查。

## 資料來源與註釋
1. ↑  . 民主黨.   [2019-11-30]. （原始内容存档于2020-11-15） （中文（香港））.
2. ↑  碩士生組「JR團隊」覆核政府行政決定 （页面存档备份，存于）. 星島日報. 2017-01-03.
3. ↑  香港故宮文化博物館無諮詢涉違法 「JR團隊」召集人首提司法覆核 （页面存档备份，存于）. 香港01. 2017-01-05
4. ↑  民主黨促警查何君堯涉煽惑他人行使暴力 （页面存档备份，存于）. 立場新聞. 2019-07-24.
5. ↑  . 選舉事務處. 2019-10-16  [2019-11-25]. （原始内容存档于2021-07-07）.
6. ↑  選舉事務處 Archive.today的存檔，存档日期2020-01-14. 2019-11-25
7. ↑  . 頭條日報. 2019-11-25  [2019-11-25]. （原始内容存档于2021-03-04）.
8. ↑  . Apple Daily 蘋果日報.   [2019-10-25]. （原始内容存档于2019-10-25）.
9. ↑  . 立場新聞 Stand News.   [2019-10-25]. （原始内容存档于2019-10-26）.
10. ↑  . 香港文匯網. 2020-11-25  [2020-11-26] （zh-Hans-HK）.
11. ↑  蕭景源. . 文汇报 (香港文匯網). 2020-11-26  [2020-11-26] （zh-Hans-HK）.
12. ↑  . 香港文匯網. 2020-11-24  [2020-11-26]. （原始内容存档于2020-12-02） （zh-Hans-HK）.
13. ↑  . 香港文匯網. 2020-11-26  [2020-11-26]. （原始内容存档于2020-12-04） （zh-Hans-HK）.

## 外部連結
- 盧俊宇的Facebook專頁
- 盧俊宇的Instagram帳戶
- . 民主黨.   [2019-11-30]. （原始内容存档于2020-11-15） （中文（香港））.
- . 屯門區議會. 2019-12-31  [2020-10-30]. （原始内容存档于2020-12-10） （中文（香港））.

| 議會席位      | 議會席位                                             | 議會席位    |
| ------------- | ---------------------------------------------------- | ----------- |
| 前任： 何君堯 | 屯門區議會 樂翠選區區議員 2020年1月1日－2021年7月7日 | 繼任： 懸空 |